# Исаев, Иван Иванович (генерал)
Иван Иванович Исаев (1748—1810) — русский военачальник, с 1794 года бригадир, с 1795 года — генерал-майор Войска Донского.

## Биография
Исаев Иван Иванович родился в 1748 году и происходил из казачьей семьи Черкасска (ныне станица Старочеркасская Ростовской области).
Службу начал в 1764 году писарем Войсковой канцелярии.
В 1769 году участвовал в Русско-турецкой войне 1768—1774 годов, исполняя обязанности походного писаря. В 1771 году за отличие в боях получил чин есаула. 30 мая 1772 года был произведен в войсковые старшины. В 1773 году в бою при Черноводах Исаев получил пулевое ранение, а за отличие был произведен 24 ноября 1774 года в армейский чин премьер-майора и награждён золотой медалью.
В 1775 году он был направлен к Оренбургу для подавления выступлений отрядов пугачёвцев. С 1783 года находился на Кубанской линии и в походах за Кубань против ногайских и горских отрядов.
Русско-турецкая война 1787—1791 годов застала Ивана Ивановича у Днепровского лимана в звании подполковника, присвоенного ему 1 июня 1787 года. 1 октября 1787 года он храбро сражался под командованием А. В. Суворова на Кинбурской косе, получив ранение в правую руку. 18 октября 1787 года он был награжден орденом Святого Георгия IV степени:
…за нахождение во всех передовых атаках в сражении под Кинбурном 1 октября и за сломление Очаковской хоругви.
24 июня 1788 года за отличие при взятии Очакова и 6 декабря 1788 года в боях у крепости Бендеры — произведен в полковники. В 1793 году Исаев получил армейский чин бригадира и, находясь в Польше, участвовал в боях с войсками Тадеуша Костюшко.
26 августа 1794 года он был награжден орденом Святого Георгия III степени:
в уважение на усердную службу и отличную храбрость, оказанную им 6 сентября при Купчице и 8 сентября при Бресте (1793), где с казачьими полками атаковал фланг неприятельской конницы, прогнал оную и отбил 12 пушек
Затем в сражении у местечка Кобылка Исаев опрокинул поляков и захватил 4 орудия, при этом получил ранение в грудь. За этот подвиг был произведен в генерал-майоры, а в 1795 году был пожалован 675 крепостными крестьянами. Ранения заставили его выйти в отставку в 1797 году.
На службу И. И. Исаев возвратился в 1806 году и участвовал в Русско-турецкой войне 1806—1812 годов. Здесь он успешно командовал не только казачьими, но и армейскими подразделениями. В мае 1807 года отряд русской армии под командованием Исаева численностью 1 тыс. человек соединился с сербским повстанческим отрядом Миленко Стойковича, совместно они нанесли турецкой армии поражение у села Штубик, а затем осадили крепость Неготин.
Скоропостижно скончался 26 августа 1810 года в Сербии. Граф А. Ф. Ланжерон о смерти И. И. Исаева сказал следующее:

«…человек умный, деятельный, интеллигентный, хорошо командовавший войсками. Смерть этого генерала была большой потерей для армии. Он принадлежал к числу тех немногих генералов, храбрость и знания которых принесли бы большую пользу отечеству».

Жена — Вера Владимировна Исаева, владелица ныне не существующего села Никольского, которое находилось на левом берегу реки Вори.

## Герб
Иван Иванович Исаев, бригадир Войска Донского, был возведен в потомственное дворянское достоинство Российской империи. Герб Исаевых внесен в Часть 6 Сборника дипломных гербов Российского Дворянства, невнесенных в Общий Гербовник. Герб был пожалован Ивану Ивановичу Исаеву 09 октября 1803 г.
Описание герба:
Щит разделен на две части: в верхней в золотом поле, лавровый венец в знак оказанной храбрости против неприятеля, за что пожалован орден святого Георгия, в нижней в зеленом поле, стоящий на задних лапах лев, держащий меч, означающий неустрашимость его в военной службе. Щит увенчан обыкновенным дворянским шлемом со страусовыми перьями. Намет на щите зеленого цвета подбитый золотом.

## Награды
- Орден Святого Георгия 4-го класса (18 октября 1787)
- Орден Святого Георгия 3-го класса (26 августа 1794)
- Орден Святой Анны 1-й степени (8 декабря 1807)